# Académie malgache
De Académie malgache (ook wel Académie malagasy) is een nationale instelling in Madagaskar die onderzoek doet op het gebied van Malagassische taalkunde, sociologie, etnologie, natuurwetenschappen, literatuur en kunsten. Ze houdt zich ook bezig met onderzoek naar de rijke fauna en flora van het land. Sinds 2017 is de voorzitter Raymond Ranjeva. De academie bevindt zich in de hoofdstad Antananarivo.

## Geschiedenis
De academie werd opgericht op 23 januari 1902 door Joseph Gallieni, de eerste gouverneur-generaal van Madagaskar die het land mee onder Frans koloniaal gezag bracht. Het is de oudste academie van Afrika. In de eerste publicatie werd het doel van deze instelling beschreven:

Ze is gesticht in Madagaskar onder de naam 'Académie malgache', een instelling die de nauwgezette, systematische en beredeneerde studie van de Malagassische taalkunde, etnologie en sociologie tot doel heeft.

Het duurde niet lang voordat het Bulletin de l'Académie Malgache een belangrijk werk over de cultuur van de Malagassiërs werd. Naast vele uitgaven van het Bulletin de l'Académie Malgache publiceert de academie ook Mémoires de l'Académie Malgache. In 2012 vierde ze haar 110-jarig bestaan met de organisatie van enkele conferenties, een dictee en een wetenschappelijke wedstrijd.
- Bibsys: 90636376
- Bibliothèque nationale de France: cb118705773 (data)
- Library of Congress Control Number: n50067761
- Nationale Bibliotheek van Israël: 987007257296105171
- Système universitaire de documentation: 026461617
- Virtual International Authority File: 152414959